# اروما (ایندیانا)
اروما (به انگلیسی: Aroma) یک منطقهٔ مسکونی در ایالات متحده آمریکا است که در شهرستان همیلتون، ایندیانا واقع شده‌است. اروما ۲۵۳٫۹ متر بالاتر از سطح دریا واقع شده‌است.